# Afrophantes chilalo
Espèce
Synonymes
- Lepthyphantes chilalo Tanasevitch, 2025

Afrophantes chilalo est une espèce d'araignées aranéomorphes de la famille des Linyphiidae.

## Distribution
Cette espèce est endémique de la région d'Oromia en Éthiopie,. Elle se rencontre sur le Chilalo et dans les monts Arsi.

## Description
Le mâle holotype mesure 2,70 mm et la femelle paratype 2,95 mm.

## Systématique et taxinomie
Cette espèce a été décrite sous le protonyme Lepthyphantes chilalo par Tanasevitch en 2025. Elle est placée dans le genre Afrophantes par Tanasevitch en 2025.

## Étymologie
Son nom d'espèce lui a été donné en référence au lieu de sa découverte, le Chilalo.

## Publication originale
- Tanasevitch, 2025 : « Survey of the Ethiopian linyphiid spider fauna. II. Subfamily Micronetinae Hull, 1920 (Arachnida: Araneae: Linyphiidae). » European Journal of Taxonomy, vol. 976, p. 255-282 (texte intégral).